# Eugnathia jugosa
Eugnathia jugosa är en fjärilsart som beskrevs av Swinhoe 1902. Eugnathia jugosa ingår i släktet Eugnathia och familjen nattflyn. Inga underarter finns listade i Catalogue of Life.